# India portuguesa
La India portuguesa, también llamado estado portugués de la India (en portugués: Estado da Índia o Estado Português da Índia), era el conjunto de posesiones portuguesas en la India. En la época de la independencia india en 1947, la India portuguesa incluía varios enclaves en la costa occidental, incluyendo Goa, así como los enclaves costeros de Damán (en portugués Damão) y Diu, y los enclaves de Dadra y Nagar Haveli, que están en el interior. Los territorios de la India portuguesa también formaron parte del Imperio español entre 1580 y 1640, tras la unificación entre España y Portugal en la Unión Ibérica. A menudo recibían el nombre colectivo de Goa, ya que esta fue la principal plaza comercial.
El estado de la India portuguesa fue constituido con el nombramiento del primer virrey, Francisco de Almeida, inicialmente establecido en Cochín, seis años después de la llegada de Vasco da Gama a la India. Tras la expansión territorial efectuada en 1510 por Afonso de Albuquerque, que conquistó Goa, recibió el nombre oficial de Estado portugués de la India (Estado Português da Índia).
Durante dos siglos abarcó todas las posesiones portuguesas en el Índico, solo en 1752, Mozambique dispuso de gobierno propio y en 1844, el Estado portugués de la India dejó de administrar los territorios de Macao, Solor y Timor, viéndose confinado a la India.
Portugal detentó los derechos sobre varios enclaves de la costa india desde la época de Vasco da Gama. Entre estos territorios se incluían:
- Goa.
- Damán.
- Diu.
- Isla de Angediva, al sur de Goa.
- Dadra y Nagar Haveli, un exclave de Damán en el interior de Guyarat.
- Simbor, enclave continental de Diu, al este de este territorio.
- Gogolá, enclave continental de Diu.

Antes de la independencia de la India en 1947 mantenía Goa, Damán, Diu, y Dadrá y Nagar Haveli, perdió este último territorio en 1954 y las tres restantes plazas en diciembre de 1961, cuando fueron ocupados por la Unión India, (aunque Portugal solo reconoció la ocupación tras la Revolución de los Claveles en 1975), terminando así, tras cuatro siglos y medio, el Estado portugués de la India.

## Economía
La falta de monedas en las colonias portuguesas de la India hizo común la práctica de contramarcar diferentes piezas extranjeras con el objetivo de revalorizar su valor y permitir su circulación en dichos territorios. Las primeras contramarcas se estamparon sobre xerafines en el año 1684, y consistían en una cruz dentro de un círculo y cruz de puntos. La segunda contramarca, utilizada en 1770, era circular y contenía el escudo de Portugal. El 15 de julio de 1831 con el objetivo de verificar la autenticidad de las monedas de 1 y ½ tanga, se ordenó por decreto ley que se marcaran todas las piezas con leyenda “P.R.809”. La sigla “P.R.” hacía referencia a “Portaria Registrada”, y el número “809” al número de registro. Del 4 al 26 de julio de 1832 se comenzó otra acuñación que consistió en un punzón con escudo de Portugal y la sigla “A.P-T” (Asia Portuguesa). En un principio esta contramarca se utilizó solo sobre monedas de cobre, pero luego también se estampó sobre monedas de plata. Con el objetivo de revalorizar las monedas de cobre, en el año 1850 se volvieron a contramarcar con punzón circular las piezas de 15, 30 y 60 tangas.

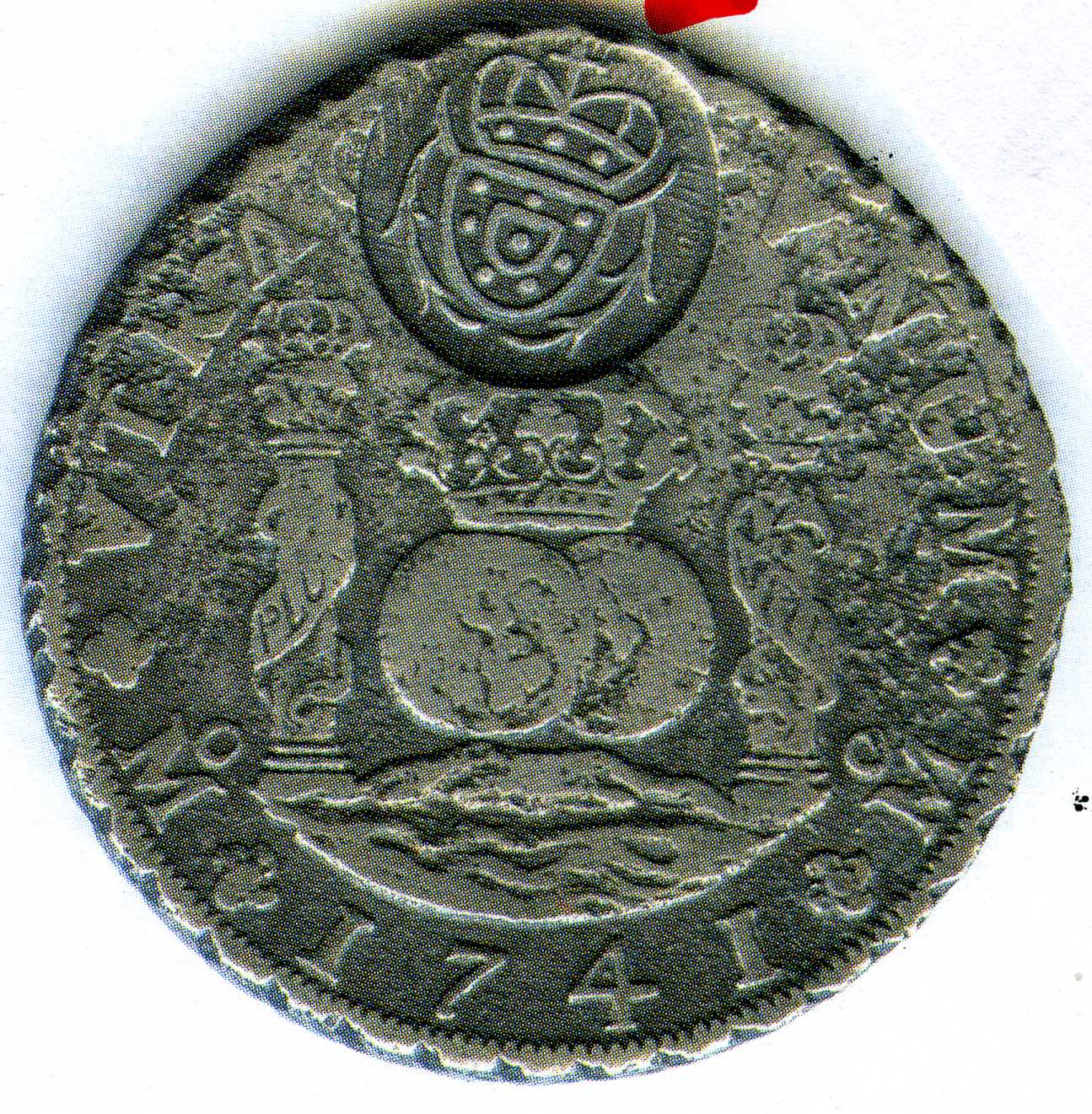
Moneda española con resello circular de la India Portuguesa.
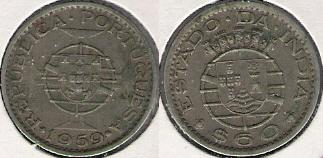
Moneda de la India Portuguesa, emitida en 1959.
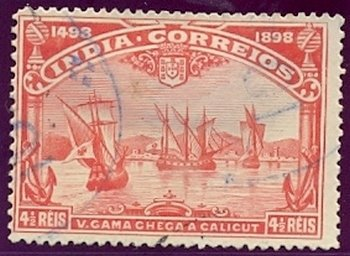
Sello de correos de la época colonial portuguesa.1898